# Skyservice
Skyservice Airlines Inc. fue una compañía aérea charter canadiense con sede en Etobicoke, área de Toronto, Ontario, Canadá. La empresa estaba haciendo vuelos entre Canadá y los Estados Unidos, la región del Caribe, México, Israel y Europa.

## Historia
La aerolínea fue fundada en 1986.El 2 de mayo de 2005, Skyservice adquirió sus primeros Boeing 767-300. El aparato le permitió viajar a Europa, el Caribe y México. Fue una de aerolíneas de bajo coste en Canadá para ofrecer un servicio de comida. El 31 de marzo de 2010, Skyservice anunció su bancarrota.

## Flota
- Airbus A330-300
- Airbus A320-200
- Boeing 757-200